# 東のはて通り異聞
『東のはて通り異聞』（ひがしのはてとおりいぶん）は、吉川うたたによる日本の漫画。『プリンセスGOLD』（秋田書店）にて、2010年11月号から2013年7月号まで不定期に掲載された。プリンセスコミックス（秋田書店）より、単行本全4巻。

## 概要
日本好きの祖父トバイアス・カベンディッシュ（トビー）が亡くなり、遺言により残された家の面倒を見ることになったクロウだが、中には七福神の神々が住みついていた。
クロウと七福神の神々が繰り広げるどたばたコメディー。

## 単行本
- 吉川うたた 『東のはて通り異聞』 秋田書店〈プリンセスコミックス〉、全4巻
  1. 2011年7月30日発行 2011年7月15日発売 ISBN 978-4-253-07030-0
  2. 2012年6月30日発行 2012年6月15日発売 ISBN 978-4-253-07031-7
  3. 2013年1月30日発行 2013年1月16日発売 ISBN 978-4-253-07032-4
  4. 2013年8月30日発行 2013年8月16日発売 ISBN 978-4-253-07033-1